# Ligny-sur-Canche
Ligny-sur-Canche is een gemeente in het Franse departement Pas-de-Calais (regio Hauts-de-France) en telt 205 inwoners (1999). De plaats maakt deel uit van het arrondissement Arras.

## Geografie
De oppervlakte van Ligny-sur-Canche bedraagt 7,3 km², de bevolkingsdichtheid is 28,1 inwoners per km².
De onderstaande kaart toont de ligging van Ligny-sur-Canche met de belangrijkste infrastructuur en aangrenzende gemeenten.

## Demografie
Onderstaande figuur toont het verloop van het inwonertal (bron: INSEE-tellingen).